# Irantzu García
Irantzu García Vez (Amorebieta-Echano, Vizcaya, 14 de julio de 1992) es una jugadora de curling española.

## Biografía
Irantzu García nació en Amorebieta-Echano, provincia de Vizcaya en el año 1992. 
Ha estudiado medicina y ha trabajado dando clases de primeros auxilios y de inglés. 
Actualmente es médico a tiempo completo tras anunciar su retirada en marzo de 2023.

## Carrera deportiva
Empezó practicando patinaje sobre hielo, pero se pasó al curling en 2003 en el Club Ibarpolo de Vitoria, ciudad en la que reside. Logró su primera medalla a los 14 años, al obtener el bronce en el Campeonato de España de curling femenino. Su pareja para dobles mixtos en la selección era su primo Sergio Vez; desde 2015 forma pareja con su hermano Gontzal García.
Suma más de 16 medallas en campeonatos nacionales, ocho de oro, entre los Campeonatos de España de curling Femenino, Mixto y de Dobles Mixto. Con Sergio Vez ha sido seis veces campeona de España.
En el Campeonato de España femenino de 2015 logró el oro. Y en la modalidad de dobles mixtos, logró también el oro junto con su hermano Gontzal García.
En el Campeonato de España de 2017 junto con su hermano Gontzal García, se proclamaron campeones de España de Dobles Mixtos en Jaca. Esta victoria supone la novena de Irantzu García y el tercero de su hermano Gontzal.
En el Mundial de Dobles Mixtos celebrado en abril de 2017 en Lethbridge (Canadá) junto con su hermano Gontzal García, cayeron en octavos de final, no logrando la clasificación para los Juegos Olímpicos de Pyeongchang.

## Carrera internacional
Debutó como internacional en 2007, en el Campeonato de Europa junior de Tårnby (Dinamarca). Debutó con la selección absoluta en el Campeonato de Europa de curling de 2008, disputado en Örnsköldsvik (Suecia). Su debut en un Campeonato Mundial de Curling se produjo en Viërmaki (Finlandia) en 2010, en el que finalizó cuarta. También en el Campeonato Mundial de Curling Mixto de 2010 disputado en Cheliábinsk (Rusia) obtuvo el cuarto puesto.
En el Campeonato de Europa de curling de Karlstadt (Suecia), Irantzu fue la primera jugadora de curling española en alcanzar los 100 encuentros internacionales, tras el disputado entre las selecciones de España y Letonia.
En el Campeonato Mundial de Curling Mixto de 2014, celebrado en Dumfries, logró la medalla de bronce en dobles mixtos, en el que fue su sexto mundial mixto.
En 2018 se convirtió en la primera persona española en ganar un World Curling Tour logrando el campeonato en el DutchMasters Mixed Doubles de los Países Bajos.

## Palmarés

### Campeonatos nacionales
| Año  | Campeonato                                    | Posición |
| ---- | --------------------------------------------- | -------- |
| 2008 | Campeonato de España de Curling Dobles Mixtos | Campeona |
| 2008 | Campeonato de España de Curling Femenino      | Campeona |
| 2009 | Campeonato de España de Curling Dobles Mixtos | Bronce   |
| 2009 | Campeonato de España de Curling Femenino      | Bronce   |
| 2010 | Campeonato de España de Curling Dobles Mixtos | Campeona |
| 2010 | Campeonato de España de Curling Femenino      | Campeona |
| 2010 | Campeonato de España de Curling Mixto         | Campeona |
| 2011 | Campeonato de España de Curling Dobles Mixtos | Campeona |
| 2012 | Campeonato de España de Curling Dobles Mixtos | Campeona |
| 2013 | Campeonato de España de Curling Dobles Mixtos | Campeona |
| 2014 | Campeonato de España de Curling Dobles Mixtos | Campeona |
| 2015 | Campeonato de España de Curling Dobles Mixtos | Campeona |
| 2017 | Campeonato de España de Curling Dobles Mixtos | Campeona |
| 2016 | Campeonato de España de Curling Dobles Mixtos | Campeona |
| 2018 | Campeonato de España de Curling Dobles Mixtos | Campeona |
| 2019 | Campeonato de España de Curling Dobles Mixtos | Bronce   |

### Campeonatos internacionales
| Año  | Campeonato                                  | Posición |
| ---- | ------------------------------------------- | -------- |
| 2010 | Campeonato Mundial de Curling Dobles Mixtos | Cuarta   |
| 2014 | Campeonato Mundial de Curling Dobles Mixtos | Bronce   |

## Premios y reconocimientos
- Premio Hammer Spain que le acredita como mejor jugadora de curling nacional de la temporada 2015-16.[12]
- Premio Asociación Prensa Deportiva de Álava.[13]